# Uroleucon simile
Uroleucon simile är en insektsart som först beskrevs av Hille Ris Lambers 1935.  Uroleucon simile ingår i släktet Uroleucon och familjen långrörsbladlöss. Arten är reproducerande i Sverige. Inga underarter finns listade i Catalogue of Life.